# 何塞·杜尔特
何塞·杜尔特（José Filho Duarte，1980年7月6日—），巴西职业足球运动员。

## 俱乐部生涯
他先前效力特拉維夫馬卡比、安夏普利拿、布魯日、比爾謝瓦哈普爾、拿茲瑞伊利特和法薩巴夏普爾。
2008年，何塞加盟中国足球超级联赛升班马廣州醫藥。2008年4月6日，他代表广州医药在客场挑战深圳上清饮的联赛中打进中国顶级职业联赛第6000球。2008赛季，何塞是广州医药队的第四外援，很多场比赛都只能在最后时刻才替补上阵，赛季结束后并没有续约。2009年2月，何塞转投另一支中超球队重庆力帆。 他在2009赛季出场18次射进7球，其中包括主客场对旧主广州医药的两个进球。虽然该赛季重庆力帆位列积分榜倒数第一，但由于中国足坛对成都谢菲联和广州医药作出勒令降级处罚，重庆力帆得以留在中超，并继续留用何塞。由于球队上赛季最佳射手金尼转投长春亚泰，何塞在2010赛季上半赛季成为重庆力帆的主要得分手。下半赛季金尼回归后何塞继续有出色的表现，赛季出场26次，进球10个。
2011年3月，何塞加盟中甲新军天津润宇隆。同年8月球队因更換投资方迁到沈阳，易名为沈阳沈北后何塞继续在球队効力。